# Jeremy Wade
Jeremy Wade (Ipswich, 23 maart 1956) is een Brits presentator en auteur van verschillende boeken over sportvisserij. Hij is voornamelijk bekend als presentator van het Animal Planet programma River Monsters. 

## Persoonlijk leven
Wade werd in 1956 geboren in Ipswich en groeide op in Nayland waar zijn vader pastoor was van de kerk. Hij behaalde aan de Universiteit van Bristol zijn zoölogie diploma en een postgraduaat lesbevoegdheid in de biologische wetenschappen aan de Universiteit van Kent. Later was hij werkzaam als biologie docent op een middelbare school in Kent.
Wade's reizen over de wereld zijn niet geheel vlekkeloos verlopen. Van tijd tot tijd is Wade aangehouden en verdacht van spionage. In 1993 kreeg hij een aanval van malaria, is meerdere malen met een pistool bedreigd en overleefde een vliegtuigongeluk in de Amazone in 2002. 
Hij spreekt vloeiend Portugees, wat hij zichzelf heeft aangeleerd tijdens de vele jaren die hij heeft doorgebracht in Brazilië. Ook spreekt hij Frans en Spaans.
Wade is nooit getrouwd en heeft geen kinderen. Hij woont in Londen, maar brengt een meerderheid van de tijd door in het buitenland.

## Carrière
Wade's belangstelling in de visserij begon als een kind toen hij woonde in East Anglia, aan de oevers van Suffolk's River Stour. In 1982 maakte hij zijn eerste overzeese reis naar India. Met slechts 200 pond op zak slaagde hij erin om wat vissen te vangen, inclusief een Mahseer van 18 pond.
Bij zijn terugkeer in Engeland begon hij te werken voor een sportvisserij tijdschrift waarvoor hij vaker naar het buitenland reisde om artikelen en columns te schrijven.
Van zijn hand zijn verschillende boeken verschenen, zowel non-fictie als fictie over vissen en visserij. In 1992 publiceerde hij zijn eerste boek, Somewhere Down the Crazy River. 
In 2002 was hij voor het eerst op televisie te zien in het programma Jungle Hooks dat door ITV werd geprodcueerd. De serie telde een seizoen met 7 afleveringen waarin Wade door de Amazone reisde op zoek naar gevaarlijke vissen. Deze serie kan worden gezien als de voorloper van River Monsters. Het idee voor River Monsters ontstond in 2005 toen Wade in de Himalaya op visvakantie was en verhalen hoorde van de lokale bevolking over mensen die vermist raakten in de rivier. De bevolking gaf de schuld aan een vis en Wade begon aan een eigen onderzoek. Het had het potentieel voor een fascinerende tv-show -.. Niet alleen voor mensen die geïnteresseerd zijn in vis en visserij, maar voor iedereen". 
De vis waarop hij toen jaagde bleek een 161-pond zware Europese meerval te zijn.
Wade maakte zijn acteerdebuut in 2014 in de film Blood Lake: Attack of the Killer Lampreys, waarin hij een lamprei expert speelde. Hij had eerder een aflevering van River Monsters besteed aan deze vis.

## Publicaties
- P. Boote & J. Wade, Somewhere Down the Crazy River, Coronet, 1994. ISBN 9780340603215.
- Jeremy Wade, River Monsters: True Stories of the Ones that Didn't Get Away, Da Capo Press, 2011. ISBN 9780306819544.